# Estación de Calatorao
Estación de Calatorao vasútállomás Spanyolországban, Calatorao településen a Madrid–Barcelona-vasútvonalon.

## Kapcsolódó állomások
A vasútállomáshoz az alábbi állomások vannak a legközelebb:
- Estación de Ricla-La Almunia
- Estación de Salillas de Jalón